# Gellertstraße 1 (Magdeburg)

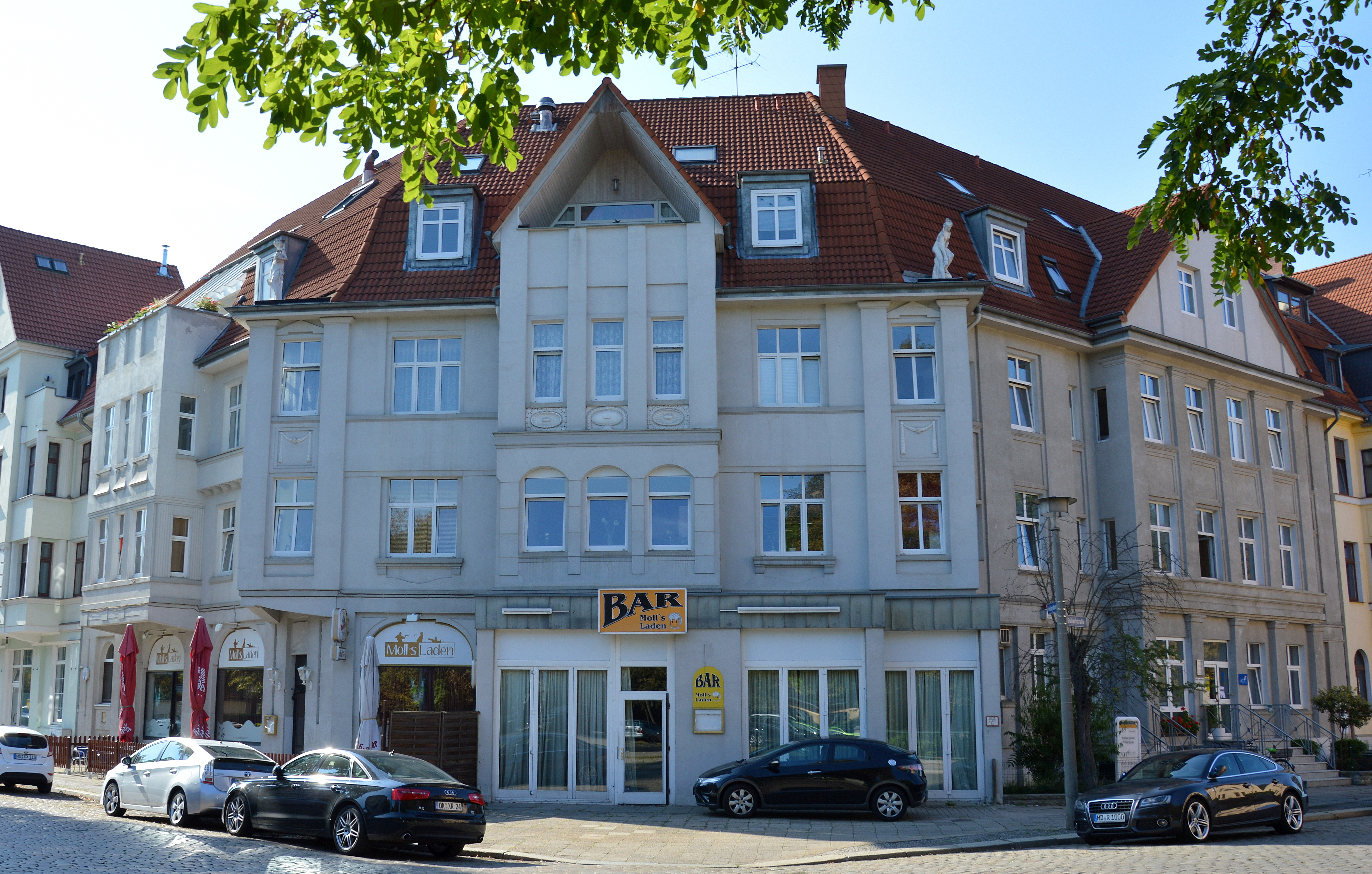
Haus Gellertstraße 1

Das Haus Gellertstraße 1 ist ein denkmalgeschütztes Wohnhaus in Magdeburg in Sachsen-Anhalt.

## Lage
Es befindet sich im Magdeburger Stadtteil Stadtfeld Ost auf der Westseite der Gellertstraße in einer Ecklage an der Einmündung der Freiligrathstraße.

## Architektur und Geschichte
Das dreigeschossige Wohnhaus wurde im Jahr 1912 von Maurermeister Gustav Wienecke im Jugendstil erbaut. Die Fassade ist durch Lisenen und schmale Gesimse gegliedert. Die Ecklage des Hauses wird durch eine eigene schräg verlaufende Gebäudekante betont, so dass das Gebäude letztlich über drei straßenseitige Fassaden verfügt. An den Fassaden bestehende Mittelrisalite werden zum Teil mit Dreiecksgiebeln bekrönt. Bedeckt ist der Bau von einem Mansarddach, wobei der Dachbereich in späterer Zeit verändert wurde.
Im Erdgeschoss des Hauses besteht mit Moll´s Laden eine gastronomische Nutzung (Stand 2016).
Das Gebäude gilt im Zusammenhang mit den zeitgleich errichteten Nachbarhäusern für das Gesamtensemble als bedeutsam.
Im örtlichen Denkmalverzeichnis ist das Wohnhaus unter der Erfassungsnummer 094 82243 als Baudenkmal verzeichnet.